# Otto Koch (Politiker, 1902)

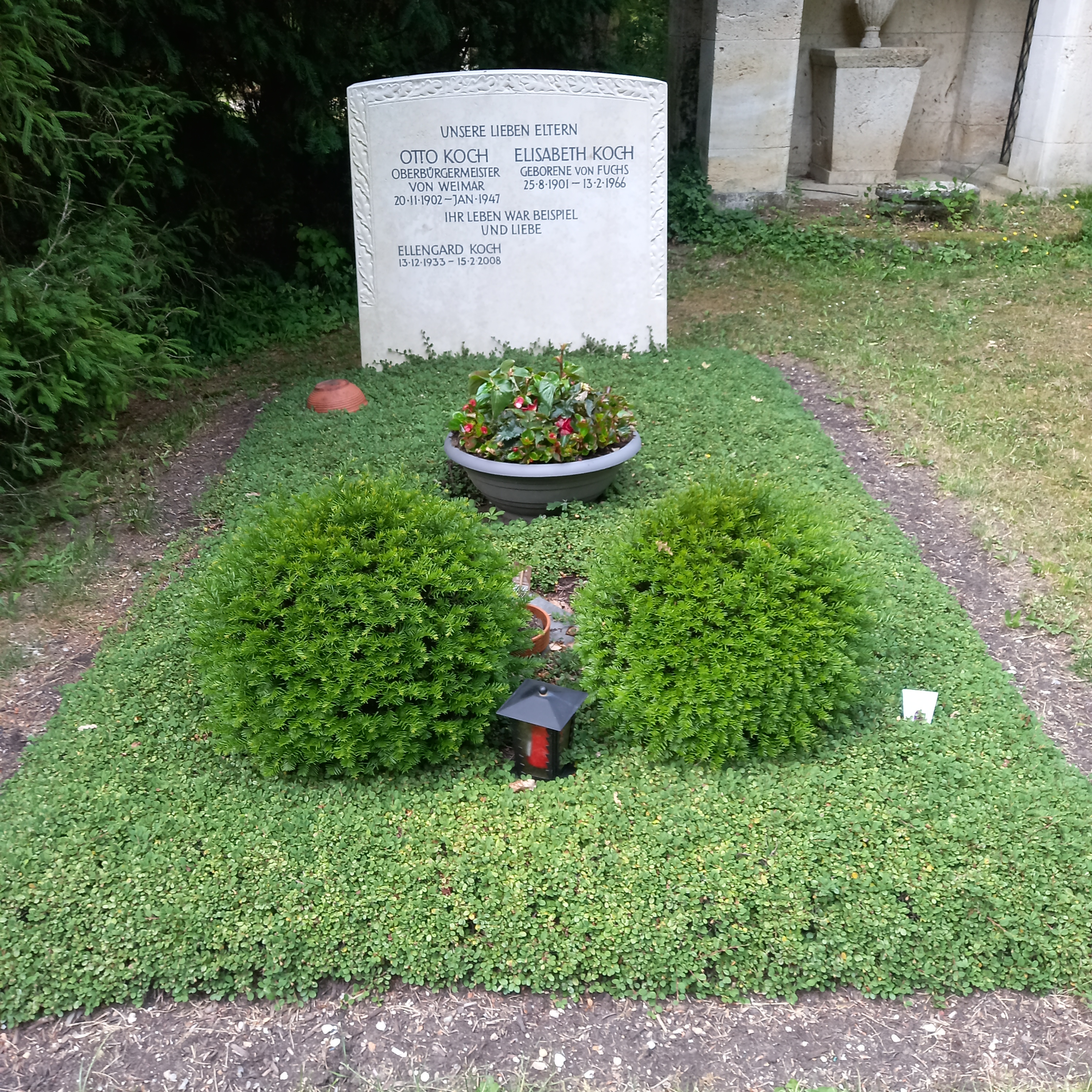
Das Grab von Otto Koch und seiner Ehefrau Elisabeth geborene von Fuchs im Familiengrab auf dem Waldfriedhof (München)

Otto Koch (* 20. November 1902 in Schweinfurt; † 3. Januar 1948 im Speziallager Nr. 2 Buchenwald) war ein deutscher Parteifunktionär der NSDAP und Oberbürgermeister von Weimar.

## Leben
Koch war der Sohn eines Eisenbahnbeamten. Er studierte nach dem Ende seiner Schulzeit von 1920 bis 1929 an der Universität Würzburg Geschichte, Rechtswissenschaft sowie Volkswirtschaft. Danach war er als Rechtsanwalt in Neuburg/Donau und später in Ingolstadt tätig. 
Politisch betätigte er sich zunächst beim Freikorps Oberland und war ab 1920 Mitglied im Deutsch-völkischen Schutz- und Trutzbund. Der NSDAP gehörte er von 1922 bis 1923 an und trat der neu gegründeten Partei zum 1. Juni 1929 erneut bei (Mitgliedsnummer 133.484). Er wurde 1932 Mitglied der SA.
Nach der Machtergreifung der Nationalsozialisten war er von 1933 bis 1937 Kreisleiter in Ingolstadt und gehörte zeitweise dem dortigen Stadtrat an, dessen Fraktionsvorsitzender er auch war. Zudem fungierte er dort als Rechtsberater der NSDAP. Weitere Mitgliedschaften in NS-Organisationen waren u. a. die Mitgliedschaft im NS-Rechtswahrerbund und im Reichsbund der Kinderreichen.
Vom 1. Oktober 1937 bis zum 12. April 1945 amtierte er als Oberbürgermeister von Weimar. In dieser Funktion organisierte er 1941 „die Ghettoisierung der Weimarer Juden“. Im Jahr 1942 wurde es zum SA-Standartenführer befördert, 1944 erhielt er das Kriegsverdienstkreuz 1. Klasse.
Nach dem Einmarsch der US-Armee in Weimar wurde er seiner Funktionen entbunden. Später wurde er durch die sowjetische Besatzungsmacht verhaftet und in das Speziallager Nr. 2 Buchenwald eingewiesen, wo er am 3. Januar 1948 starb.